# Animal Rebellion
Animal Rising (in passato Animal Rebellion) è un movimento per la giustizia animale e climatica con l'obiettivo dichiarato di usare la disobbedienza civile non violenta per costringere l'azione del governo a un sistema alimentare a base vegetale. La loro giustificazione per l'introduzione di tale sistema è l'impatto dell'agricoltura animale sui cambiamenti climatici, l'estinzione delle specie e la disgregazione dell'ecosistema. Ha circa 100 organizzatori ed è stata fondata nel giugno 2019 da 12 persone, tra cui il dott. Alex Lockwood dell'Università di Sunderland.
Animal Rebellion è stata fondata a Londra ed è associata a Extinction Rebellion. Secondo il sito Web di Animal Rebellion, le sue richieste sono le stesse di Extinction Rebellion, tuttavia Extinction Rebellion non afferma esplicitamente che una transizione verso un sistema alimentare a base vegetale sia necessaria per evitare un ulteriore collasso climatico.

## Storia
Dal 7 ottobre 2019 al 19 ottobre, Animal Rebellion ha organizzato un'ondata di disobbedienza civile a Londra, con gruppi che hanno protestato in altri luoghi come Berlino. Animal Rebellion ha protestato di fronte al Dipartimento per l'ambiente, l'alimentazione e gli affari rurali del Regno Unito (Defra) e il Ministero tedesco dell'alimentazione e dell'agricoltura, al mercato della carne di Smithfield, il più grande mercato di carne del Regno Unito e Billingsgate Fish Market, e in un macello di Farnborough, nell'Hampshire, che porta a diverse decine di arresti per ostruzione al traffico e "ostruzione o interruzione di una persona impegnata in attività lecite". Hanno riferito che la protesta dei macelli doveva evidenziare il ruolo dell'industria agricola nella crisi climatica, nonché i problemi di benessere degli animali e le condizioni per i lavoratori dei macelli.
Il 16 ottobre, il dimostrante di Animal Rebellion Mr Broccoli, un uomo vestito con un abito e un cappello di broccoli, è apparso su Good Morning Britain dove Piers Morgan lo ha fatto esplodere per aver sconvolto Londra mentre non era in grado di spiegare la scienza sul perché il cibo a base vegetale ha un'impronta di gas serra inferiore.

## Contesto
L'allevamento rappresenta dal 18 al 51 percento o le emissioni globali di gas a effetto serra, a seconda che siano inclusi nel conteggio gli alimenti per bestiame e l'affollamento di foreste per terreni agricoli. Secondo Joseph Poore dell'Università di Oxford e Thomas Nemecek di Agroscope, evitare carne e prodotti lattiero-caseari è il modo più grande per ridurre l'impatto ambientale individuale sul pianeta e può ridurre le terre necessarie per l'agricoltura di oltre il 75% a livello globale. Un rapporto dell'IPCC delle Nazioni Unite pubblicato nel 2019 affermava inoltre che un'agricoltura intensiva e la demolizione delle foreste per la produzione di carne stavano avendo un impatto devastante sull'ambiente e, passando a una dieta a base vegetale, si potevano fare progressi per far fronte all'emergenza climatica.